# Богуши (Ровненская область)
Богуши́ (укр. Богуші) — село в Березновской городской общине Ровненского района Ровненской области Украины.
До 2020 года входило в Березновский район.
Население по переписи 2001 года составляло 1288 человек. Почтовый индекс — 34621. Телефонный код — 3653. Код КОАТУУ — 5620488602.